# Tridenchthoniidae
Tridenchthoniidae es una familia de pseudoscorpioness dentro de la superfamilia Chthonioidea. La familia comprende un fósil y 15 géneros, con 70 especies:

## Géneros
Tridenchthoniinae Balzan 1892
- Compsaditha Chamberlin 1929
- Ditha Chamberlin 1929
- Dithella Chamberlin & R.V. Chamberlin 1945
- Haploditha Caporiacco 1951
- Heterolophus Tömösváry 1884
- Neoditha Feio 1945
- Tridenchthonius Balzan 1887
- Typhloditha Beier 1955
- †Chelignathus Menge 1854

Verrucadithinae Chamberlin 1929
- Anaulacodithella Beier 1944
- Cryptoditha Chamberlin & R.V. Chamberlin 1945
- Pycnodithella Beier 1947
- Rheodithella Dashdamirov & Judson 2004
- Sororoditha Chamberlin & R.V. Chamberlin 1945
- Verrucaditha Chamberlin 1929
- Verrucadithella Beier 1931